# 聖加布里埃爾達帕利亞

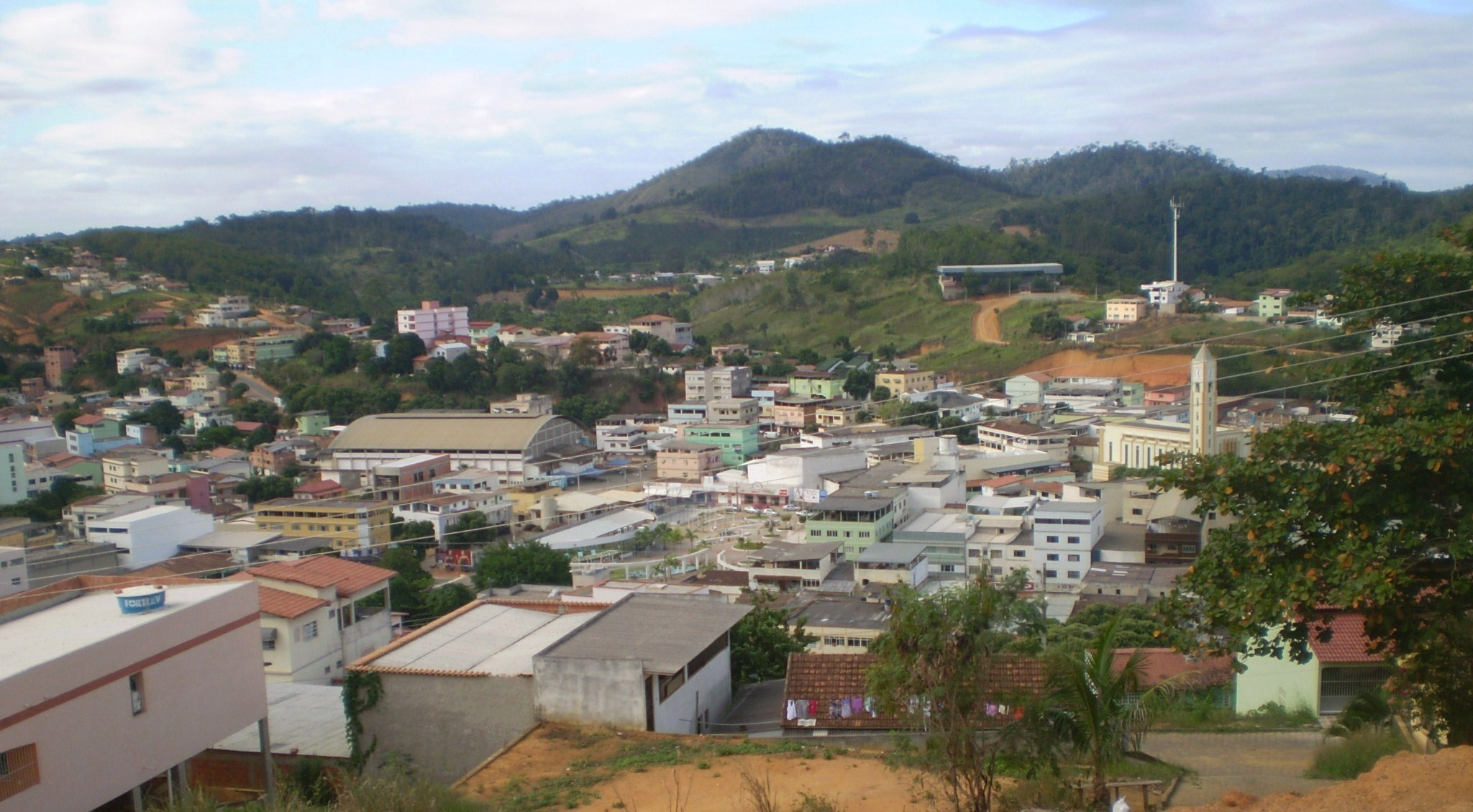
聖加布里埃爾達帕利亞

19°01′01″S 40°32′09″W / 19.01694°S 40.53583°W
聖加布里埃爾達帕利亞（葡萄牙語：São Gabriel da Palha），是巴西的城鎮，位於該國東南部，由聖埃斯皮里圖州負責管轄，始建於1963年5月14日，面積432.8平方公里，海拔高度200米，2010年人口31,859，人口密度每平方公里73.61人。